# Dalophia ellenbergeri
Dalophia ellenbergeri är en ödleart som beskrevs av  Angel 1920. Dalophia ellenbergeri ingår i släktet Dalophia och familjen Amphisbaenidae.
Artens utbredningsområde är Zambia. Inga underarter finns listade i Catalogue of Life.